# Befale (territoire)
Le territoire de Befale est une entité déconcentrée de la province de Tshuapa en république démocratique du Congo.

## Histoire
Avant 2015, il fait partie du district de la Tshuapa.

## Commune
Le territoire compte une commune rurale de moins de 80 000 électeurs.
- Befale, (7 conseillers municipaux)

## Secteurs
Le territoire de Befale est divisé en 3 secteurs :
- Befumbo : 15 groupements de 104 villages
- Duale : 11 groupements de 79 villages
- Lomako : 3 groupements de 33 villages

## Démographie
| 1994   | 2004    |
| ------ | ------- |
| 79 826 | 112 997 |